# Thalassiodracon hawkinsi
A Thalassiodracon hawkinsi a hüllők (Reptilia) osztályába és a plezioszauruszok (Plesiosauria) rendjébe tartozó fosszilis faj.
Nemének egyetlen faja.

## Előfordulása
A Thalassiodracon („vízisárkány”) Európa vizeiben élt a késő triász és a kora jura korszakok idején.

## Felfedezése
Ennek az állatnak több teljes maradványa is előkerült, a holotípust melynek tároló száma BMNH 2018, Thomas Hawkins találta meg az Egyesült Királyságbeli Somersetben. E nem típusfaja és egyben egyetlen faja is a Thalassiodracon hawkinsi nevet viseli, felfedezője tiszteletére. Az állatot korábban a plesiosaurus nembe sorolták.

## Megjelenése
Ez a tengeri állat a Pliosauroidea alrend kistestű képviselője volt, a Thalassiodracon csak 1,5-2 méter hosszú volt. Hosszú nyakán, a pleziossauruszokhoz képest nagy fej ült. Feje a teljes hosszának az egytizedét alkotta.

## Képek

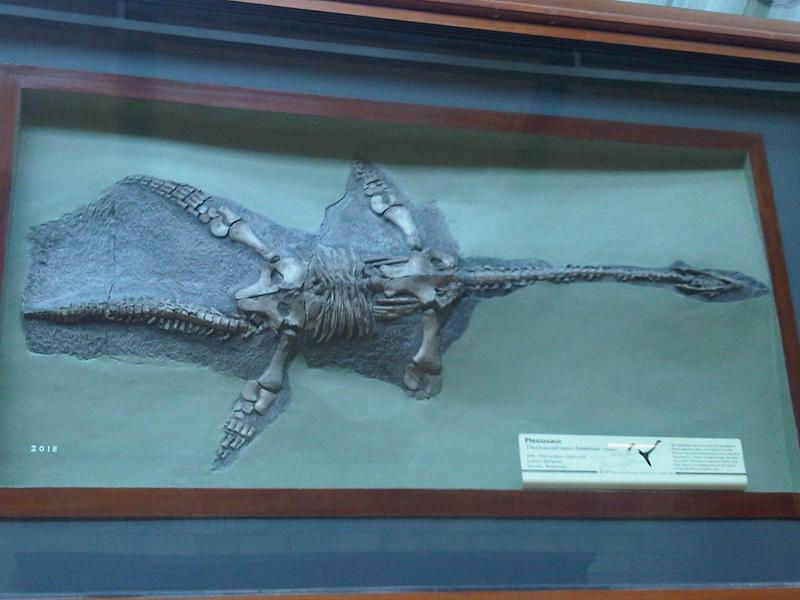
Különböző
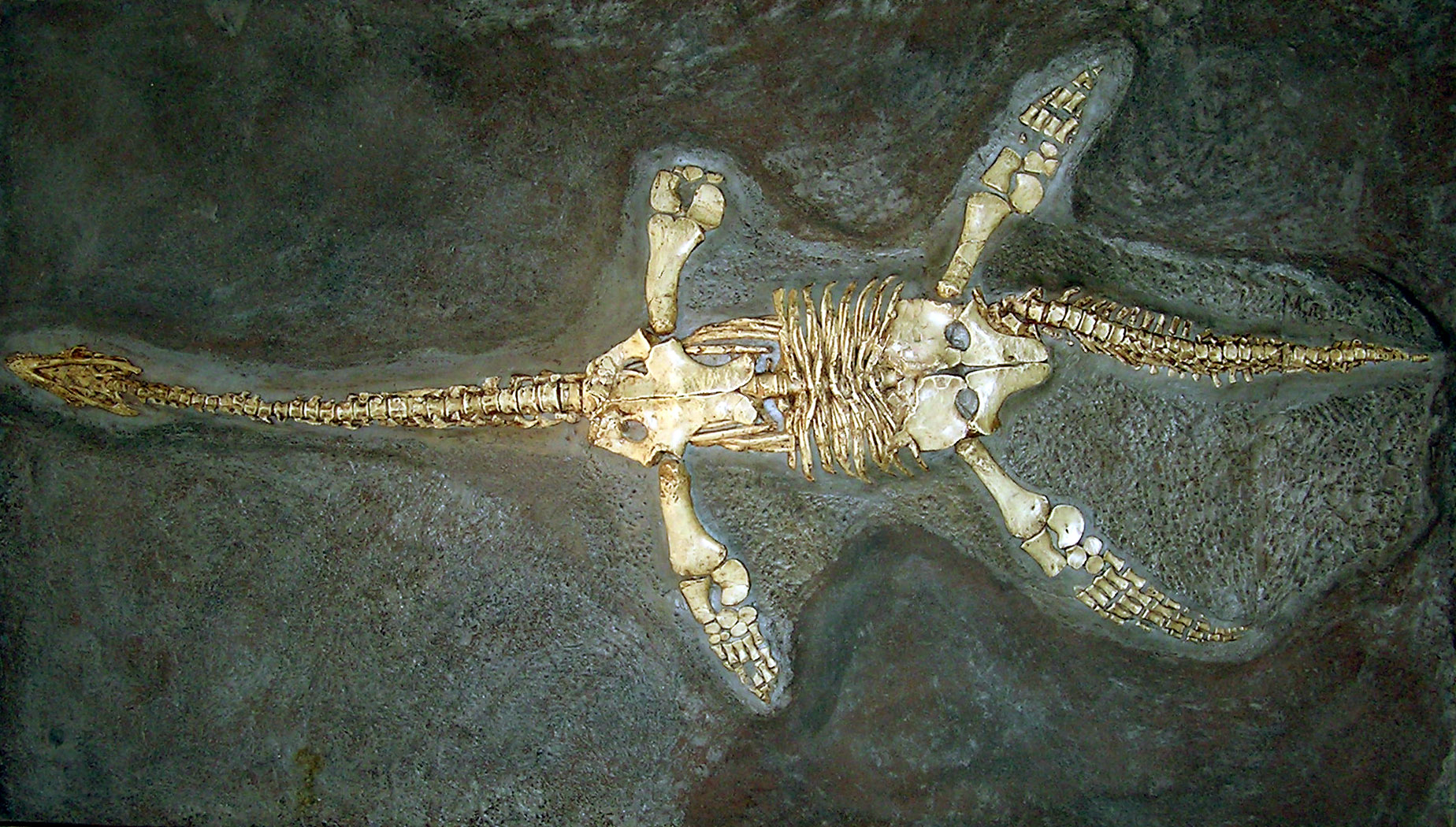
csontváz
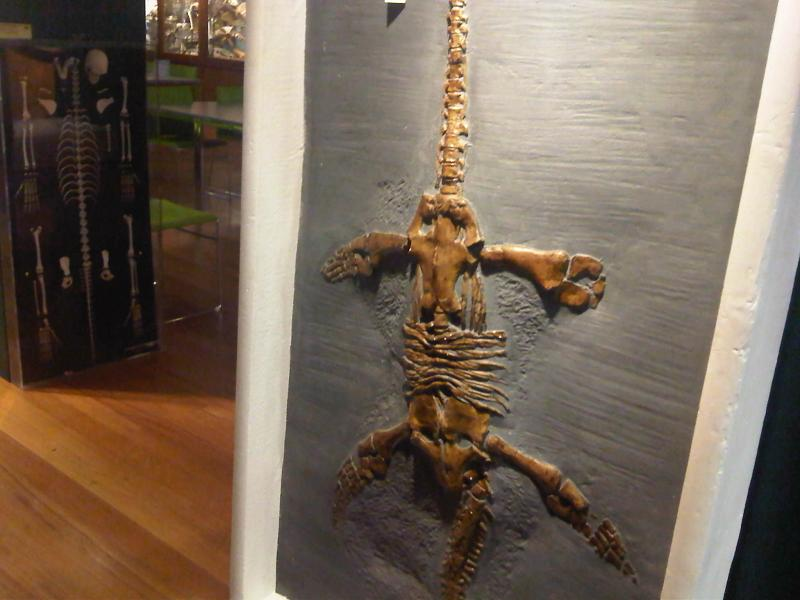
másolatok
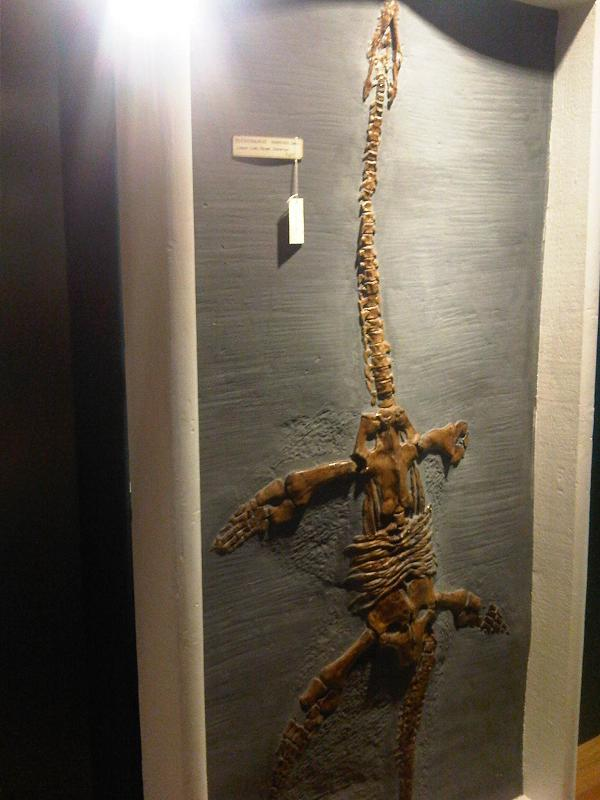
különböző
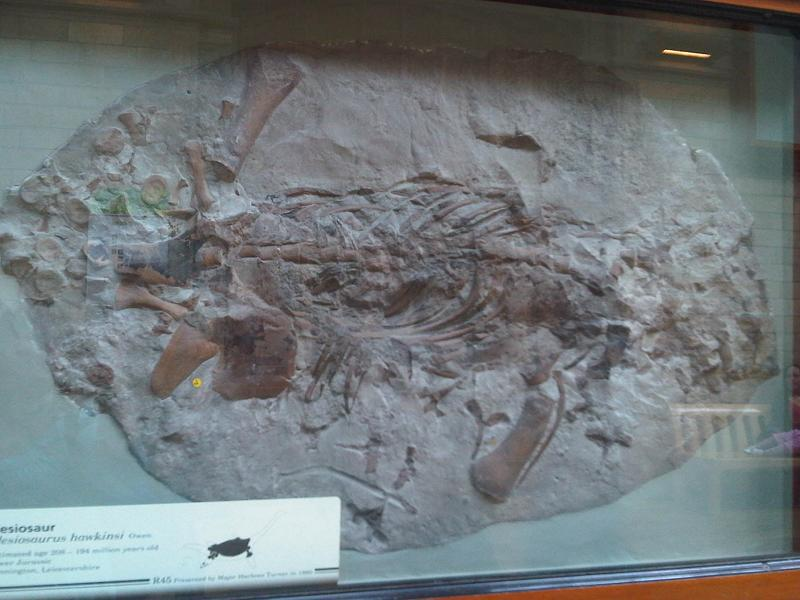
múzeumokban
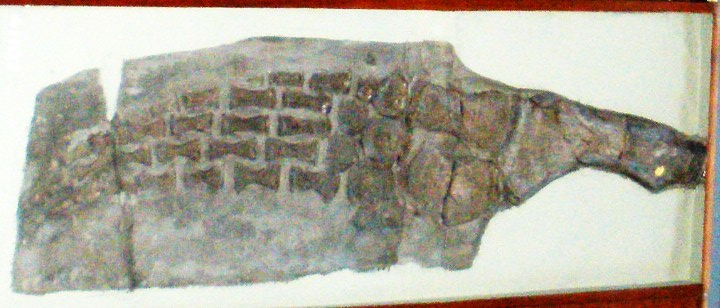
Az úszója
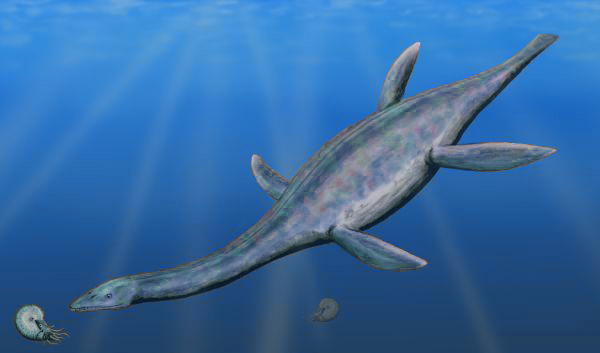
A rekonstrukciója

## Fordítás
Ez a szócikk részben vagy egészben  a   Thalassiodracon című angol Wikipédia-szócikk ezen változatának fordításán alapul.  Az eredeti cikk szerkesztőit annak laptörténete sorolja fel. Ez a jelzés csupán a megfogalmazás eredetét és a szerzői jogokat jelzi, nem szolgál a cikkben szereplő információk forrásmegjelöléseként.